# Europees kampioenschap voetbal onder 18 - 1999 (kwalificatie)
De kwalificatie voor het Europees kampioenschap voetbal voor mannen onder 18 jaar van 1999 werd gespeeld tussen 22 augustus 1998 en 28 mei 1999. Er zouden in totaal zeven landen kwalificeren voor het eindtoernooi dat in juli 1999 heeft plaatsgevonden in Zweden. Het gastland hoefde geen kwalificatiewedstrijden te spelen, maar was als gastland automatisch gekwalificeerd. In totaal deden er 50 landen van de UEFA mee.

## Gekwalificeerde landen
| # | Land        | Gekwalificeerd als    |
| - | ----------- | --------------------- |
| 1 | Zweden      | Gastland              |
| 2 | Spanje      | Winnaars tweede ronde |
| 3 | Ierland     | Winnaars tweede ronde |
| 4 | Italië      | Winnaars tweede ronde |
| 5 | Frankrijk   | Winnaars tweede ronde |
| 6 | Portugal    | Winnaars tweede ronde |
| 7 | Georgië     | Winnaars tweede ronde |
| 8 | Griekenland | Winnaars tweede ronde |

## Eerste ronde

### Groep 1
De wedstrijden werden gespeeld tussen 8 en 12 maart 1999 in Spanje.
| Pos | Team     | Wed | W | G | V | Ptn | DV | DT | +/− | Kwalificatie                    |   | ESP | ENG | ISR | AND |
| --- | -------- | --- | - | - | - | --- | -- | -- | --- | ------------------------------- | - | --- | --- | --- | --- |
| 1   | Spanje   | 3   | 2 | 1 | 0 | 7   | 12 | 1  | +11 | Geplaatst voor de tweede ronde. |   | —   | 1–1 | 2–0 | 9–0 |
| 2   | Engeland | 3   | 2 | 1 | 0 | 7   | 11 | 2  | +9  |                                 |   | —   | —   | 2–1 | 8–0 |
| 3   | Israël   | 3   | 1 | 0 | 2 | 3   | 3  | 4  | −1  |                                 | — | —   | —   | 2–0 |     |
| 4   | Andorra  | 3   | 0 | 0 | 3 | 0   | 0  | 19 | −19 |                                 | — | —   | –   | —   |     |

### Groep 2
De wedstrijden werden gespeeld tussen 29 oktober en 2 november 1998 in Duitsland.
| Pos | Team      | Wed | W | G | V | Ptn | DV | DT | +/− | Kwalificatie                    |   | NOR | GER | EST | FAR |
| --- | --------- | --- | - | - | - | --- | -- | -- | --- | ------------------------------- | - | --- | --- | --- | --- |
| 1   | Noorwegen | 3   | 3 | 0 | 0 | 9   | 14 | 2  | +12 | Geplaatst voor de tweede ronde. |   | —   | 3–2 | 3–0 | 8–0 |
| 2   | Duitsland | 3   | 2 | 0 | 1 | 6   | 9  | 3  | +6  |                                 |   | —   | —   | 3–0 | 4–0 |
| 3   | Estland   | 3   | 0 | 1 | 2 | 1   | 1  | 7  | −6  |                                 | — | —   | —   | 1–1 |     |
| 4   | Faeröer   | 3   | 0 | 1 | 2 | 1   | 1  | 13 | −12 |                                 | — | —   | –   | —   |     |

### Groep 3
De wedstrijden werden gespeeld tussen 22 en 26 augustus 1998 in Wales.
| Pos | Team          | Wed | W | G | V | Ptn | DV | DT | +/− | Kwalificatie                    |   | NIR | WAL | MDA | AZE |
| --- | ------------- | --- | - | - | - | --- | -- | -- | --- | ------------------------------- | - | --- | --- | --- | --- |
| 1   | Noord-Ierland | 3   | 3 | 0 | 0 | 9   | 7  | 1  | +6  | Geplaatst voor de tweede ronde. |   | —   | 2–1 | 2–0 | 3–0 |
| 2   | Wales         | 3   | 1 | 0 | 2 | 3   | 3  | 4  | −1  |                                 |   | —   | —   | 2–1 | 0–1 |
| 3   | Moldavië      | 3   | 1 | 0 | 2 | 3   | 2  | 4  | −2  |                                 | — | —   | —   | 1–0 |     |
| 4   | Azerbeidzjan  | 3   | 1 | 0 | 2 | 3   | 1  | 4  | −3  |                                 | — | —   | –   | —   |     |

### Groep 4
De wedstrijden werden gespeeld tussen 5 en 9 oktober 1998 in Ierland.
| Pos | Team    | Wed | W | G | V | Ptn | DV | DT | +/− | Kwalificatie                    |   | IRL | RUS | POL | CYP |
| --- | ------- | --- | - | - | - | --- | -- | -- | --- | ------------------------------- | - | --- | --- | --- | --- |
| 1   | Ierland | 3   | 2 | 1 | 0 | 7   | 8  | 3  | +5  | Geplaatst voor de tweede ronde. |   | —   | 1–0 | 2–2 | 5–1 |
| 2   | Rusland | 3   | 2 | 0 | 1 | 6   | 3  | 1  | +2  |                                 |   | —   | —   | 2–0 | 1–0 |
| 3   | Polen   | 3   | 0 | 2 | 1 | 2   | 3  | 5  | −2  |                                 | — | —   | —   | 1–1 |     |
| 4   | Cyprus  | 3   | 0 | 1 | 2 | 1   | 2  | 7  | −5  |                                 | — | —   | –   | —   |     |

### Groep 5
De wedstrijden werden gespeeld tussen 16 september en 2 december 1998.
| Pos | Team        | Wed | W | G | V | Ptn | DV | DT | +/− | Kwalificatie                    |     | NED | YUG | BEL | SMR |
| --- | ----------- | --- | - | - | - | --- | -- | -- | --- | ------------------------------- | --- | --- | --- | --- | --- |
| 1   | Nederland   | 6   | 5 | 0 | 1 | 15  | 17 | 3  | +14 | Geplaatst voor de tweede ronde. |     | —   | 0–1 | 2–0 | 5–0 |
| 2   | Joegoslavië | 6   | 4 | 0 | 2 | 12  | 11 | 5  | +6  |                                 |     | 1–3 | —   | 3–0 | 2–0 |
| 3   | België      | 6   | 3 | 0 | 3 | 9   | 17 | 8  | +9  |                                 | 1–2 | 2–1 | —   | 6–0 |     |
| 4   | San Marino  | 6   | 0 | 0 | 6 | 0   | 0  | 29 | −29 |                                 | 0–5 | 0–3 | 0–8 | —   |     |

### Groep 6
De wedstrijden werden gespeeld tussen 24 en 28 november 1998 in Italië.
| Pos | Team            | Wed | W | G | V | Ptn | DV | DT | +/− | Kwalificatie                    |   | ITA | LIE | ALB | MKD |
| --- | --------------- | --- | - | - | - | --- | -- | -- | --- | ------------------------------- | - | --- | --- | --- | --- |
| 1   | Italië          | 3   | 3 | 0 | 0 | 9   | 7  | 0  | +7  | Geplaatst voor de tweede ronde. |   | —   | 1–0 | 2–0 | 4–0 |
| 2   | Liechtenstein   | 3   | 2 | 0 | 1 | 6   | 2  | 1  | +1  |                                 |   | —   | —   | 1–0 | 1–0 |
| 3   | Albanië         | 3   | 0 | 1 | 2 | 1   | 2  | 5  | −3  |                                 | — | —   | —   | 2–2 |     |
| 4   | Noord-Macedonië | 3   | 0 | 1 | 2 | 1   | 2  | 7  | −5  |                                 | — | —   | –   | —   |     |

### Groep 7
De wedstrijden werden gespeeld tussen 7 en 11 oktober in Slowakije.
| Pos | Team      | Wed | W | G | V | Ptn | DV | DT | +/− | Kwalificatie                    |   | CRO | SVK | FIN | MLT |
| --- | --------- | --- | - | - | - | --- | -- | -- | --- | ------------------------------- | - | --- | --- | --- | --- |
| 1   | Kroatië   | 3   | 3 | 0 | 0 | 9   | 14 | 3  | +11 | Geplaatst voor de tweede ronde. |   | —   | 4–3 | 1–0 | 9–0 |
| 2   | Slowakije | 3   | 1 | 1 | 1 | 4   | 9  | 6  | +3  |                                 |   | —   | —   | 2–2 | 4–0 |
| 3   | Finland   | 3   | 1 | 1 | 1 | 4   | 5  | 3  | +2  |                                 | — | —   | —   | 3–0 |     |
| 4   | Malta     | 3   | 0 | 0 | 3 | 0   | 0  | 16 | −16 |                                 | — | —   | –   | —   |     |

### Groep 8
De wedstrijden werden gespeeld tussen 6 en 10 oktober 1998 in Frankrijk.
| Pos | Team        | Wed | W | G | V | Ptn | DV | DT | +/− | Kwalificatie                    |   | FRA | BLR | ISL | LAT |
| --- | ----------- | --- | - | - | - | --- | -- | -- | --- | ------------------------------- | - | --- | --- | --- | --- |
| 1   | Frankrijk   | 3   | 3 | 0 | 0 | 9   | 12 | 0  | +12 | Geplaatst voor de tweede ronde. |   | —   | 3–0 | 5–0 | 4–0 |
| 2   | Wit-Rusland | 3   | 1 | 1 | 1 | 4   | 4  | 4  | 0   |                                 |   | —   | —   | 1–1 | 3–0 |
| 3   | IJsland     | 3   | 1 | 1 | 1 | 4   | 6  | 8  | −2  |                                 | — | —   | —   | 5–2 |     |
| 4   | Letland     | 3   | 0 | 0 | 3 | 0   | 2  | 12 | −10 |                                 | — | —   | –   | —   |     |

### Groep 9
De wedstrijden werden gespeeld tussen 11 en 15 oktober 1998 in Portugal.
| Pos | Team       | Wed | W | G | V | Ptn | DV | DT | +/− | Kwalificatie                    |   | POR | DEN | TUR |
| --- | ---------- | --- | - | - | - | --- | -- | -- | --- | ------------------------------- | - | --- | --- | --- |
| 1   | Portugal   | 2   | 1 | 1 | 0 | 4   | 7  | 3  | +4  | Geplaatst voor de tweede ronde. |   | —   | 5–1 | 2–2 |
| 2   | Denemarken | 2   | 1 | 0 | 1 | 3   | 4  | 6  | −2  |                                 |   | —   | —   | 3–1 |
| 3   | Turkije    | 2   | 0 | 1 | 1 | 1   | 3  | 5  | −2  |                                 | — | –   | —   |     |

### Groep 10
De wedstrijden werden gespeeld tussen 12 en 16 oktober 1998 in Zwitserland.
| Pos | Team                  | Wed | W | G | V | Ptn | DV | DT | +/− | Kwalificatie                    |   | BIH | SUI | LTU |
| --- | --------------------- | --- | - | - | - | --- | -- | -- | --- | ------------------------------- | - | --- | --- | --- |
| 1   | Bosnië en Herzegovina | 2   | 2 | 0 | 0 | 6   | 6  | 3  | +3  | Geplaatst voor de tweede ronde. |   | —   | 2–1 | 4–2 |
| 2   | Zwitserland           | 2   | 1 | 0 | 1 | 3   | 3  | 3  | 0   |                                 |   | —   | —   | 2–1 |
| 3   | Litouwen              | 2   | 0 | 0 | 2 | 0   | 3  | 6  | −3  |                                 | — | –   | —   |     |

### Groep 11
De wedstrijden werden gespeeld tussen 2 en 6 oktober in Oekraïne.
| Pos | Team     | Wed | W | G | V | Ptn | DV | DT | +/− | Kwalificatie                    |   | CZE | UKR | ARM |
| --- | -------- | --- | - | - | - | --- | -- | -- | --- | ------------------------------- | - | --- | --- | --- |
| 1   | Tsjechië | 2   | 2 | 0 | 0 | 6   | 4  | 2  | +2  | Geplaatst voor de tweede ronde. |   | —   | 2–1 | 2–1 |
| 2   | Oekraïne | 2   | 1 | 0 | 1 | 3   | 4  | 3  | +1  |                                 |   | —   | —   | 3–1 |
| 3   | Armenië  | 2   | 0 | 0 | 2 | 0   | 2  | 5  | −3  |                                 | — | –   | —   |     |

### Groep 12
De wedstrijden werden gespeeld tussen 10 en 14 oktober 1998 in Hongarije.
| Pos | Team      | Wed | W | G | V | Ptn | DV | DT | +/− | Kwalificatie                    |   | GEO | HUN | BUL |
| --- | --------- | --- | - | - | - | --- | -- | -- | --- | ------------------------------- | - | --- | --- | --- |
| 1   | Georgië   | 2   | 1 | 1 | 0 | 4   | 2  | 1  | +1  | Geplaatst voor de tweede ronde. |   | —   | 0–0 | 2–1 |
| 2   | Hongarije | 2   | 0 | 2 | 0 | 2   | 1  | 1  | 0   |                                 |   | —   | —   | 1–1 |
| 3   | Bulgarije | 2   | 0 | 1 | 1 | 1   | 2  | 3  | −1  |                                 | — | –   | —   |     |

### Groep 13
De wedstrijden werden gespeeld tussen 17 en 21 oktober 1998 in Slovenië.
| Pos | Team      | Wed | W | G | V | Ptn | DV | DT | +/− | Kwalificatie                    |   | SCO | ROU | SLO |
| --- | --------- | --- | - | - | - | --- | -- | -- | --- | ------------------------------- | - | --- | --- | --- |
| 1   | Schotland | 2   | 1 | 1 | 0 | 4   | 4  | 2  | +2  | Geplaatst voor de tweede ronde. |   | —   | 2–2 | 2–0 |
| 2   | Roemenië  | 2   | 0 | 2 | 0 | 2   | 2  | 2  | 0   |                                 |   | —   | —   | 0–0 |
| 3   | Slovenië  | 2   | 0 | 1 | 1 | 1   | 0  | 2  | −2  |                                 | — | –   | —   |     |

### Groep 14
De wedstrijden werden gespeeld tussen 3 en 7 november 1998 in Griekenland.
| Pos | Team        | Wed | W | G | V | Ptn | DV | DT | +/− | Kwalificatie                    |   | GRE | AUT | LUX |
| --- | ----------- | --- | - | - | - | --- | -- | -- | --- | ------------------------------- | - | --- | --- | --- |
| 1   | Griekenland | 2   | 1 | 1 | 0 | 4   | 9  | 2  | +7  | Geplaatst voor de tweede ronde. |   | —   | 2–2 | 7–0 |
| 2   | Oostenrijk  | 2   | 1 | 1 | 0 | 4   | 6  | 2  | +4  |                                 |   | —   | —   | 4–0 |
| 3   | Luxemburg   | 2   | 0 | 0 | 2 | 0   | 0  | 11 | −11 |                                 | — | –   | —   |     |

## Tweede ronde
De wedstrijden vonden plaats tussen 24 maart en 28 mei 1999.
| Groep   | Team 1      | Totaal | Team 2                | 1e wedstrijd | 2e wedstrijd |
| ------- | ----------- | ------ | --------------------- | ------------ | ------------ |
| Groep 1 | Spanje      | 1–1    | Noorwegen             | 0–0          | 1–1          |
| Groep 2 | Ierland     | 4–2    | Noord-Ierland         | 2–1          | 2–1          |
| Groep 3 | Italië      | 1–1    | Nederland             | 1–0          | 0–1          |
| Groep 4 | Frankrijk   | 5–2    | Kroatië               | 4–0          | 1–2          |
| Groep 5 | Portugal    | 6–2    | Bosnië en Herzegovina | 2–1          | 4–1          |
| Groep 6 | Georgië     | 4–3    | Tsjechië              | 2–2          | 2–1          |
| Groep 7 | Griekenland | 1–0    | Schotland             | 0–0          | 1–0          |